# Комиссаренко, Юлий Семёнович
Юлий Семёнович Комисса́ренко — советский хозяйственный, государственный и политический деятель.

## Биография
Родился 17 июля 1910 года в Балте (ныне Одесская область, Украина). Член КПСС.
С 1924 года — на хозяйственной, общественной и политической работе. В 1924—1973 гг. — работник кожевенного завода, инструктор Промышленного союза швейно-текстильной промысловой кооперации в Балте, главный инженер на меховой фабрике «Белка», главный инженер Главмеха Министерства легкой промышленности СССР, директор Московского мехового комбината, участник Великой Отечественной войны, директор Казанского мехового комбината, начальник Управления легкой промышленности Татарского Совета народного хозяйства, директор Татарского производственного мехового объединения.
Умер 29 декабря 1984 года в Казани.

## Награды и звания
- Сталинская премия третьей степени (1951) — за разработку и промышленное освоение нового метода обработки меховой овчины с облагороживанием мехового покрова.